# Операция «Пересмешник»
Опера́ция «Пересме́шник» (англ. Operation Mockingbird) — предполагаемая операция Центрального разведывательного управления США (ЦРУ) по воздействию на СМИ. Утверждается, что она якобы началась в 1950-х годах, инициированная Кордом Мейером и Алленом В. Даллесом, позже была возглавлена Фрэнком Уизнером после того, как Даллес возглавил ЦРУ. 
Организация вовлекала ведущих американских журналистов в сетевую деятельность по внедрению взглядов ЦРУ, основывая студенческие, культурные организации и журналы, используя их в качестве прикрытия. По мере своего развития начиналось вовлечение иностранных СМИ и политических организаций, в дополнение деятельности других подразделений ЦРУ.
В дополнение к более ранним разоблачениям деятельности ЦРУ за границей, в 1966 г. журнал «Рампартс» (Ramparts) опубликовал статью, которая доказывала, что Национальная студенческая ассоциация (National Student Association) была основана ЦРУ. Конгресс Соединённых Штатов расследовал это заявление, отчёт по нему был опубликован в 1976 году. Также публиковались и другие мнения. 
Операция была впервые названа «Пересмешник» в 1979 г. в книге Деборы Дэвис «Кэтрин Великая: Кэтрин Грэм и её империя Washington Post».
Книга Дэвис, в которой подробно описано, как средства массовой информации начали сотрудничать с ЦРУ в пропагандистских целях, является спорной и не всегда точна. 
Ещё одно свидетельство существования «Пересмешника» появилось в 2007 в мемуарах «Американский шпион: Моя тайная история в ЦРУ, Уотергейт и дальнейшие события» и книге «Могущественный Вурлитцер: как ЦРУ разыграло Америку» Хью Уилфорда (2008).